# 3587 Декарт
3587 Декарт (енгл. 3587 Descartes) је астероид главног астероидног појаса са пречником од приближно 18,7 .
Афел астероида је на удаљености од 2,806 астрономских јединица (АЈ) од Сунца, а перихел на 2,602 АЈ.
Ексцентрицитет орбите износи 0,037, инклинација (нагиб) орбите у односу на раван еклиптике 7,831 степени, а орбитални период износи 1624,549 дана (4,447 године).
Апсолутна магнитуда астероида је 12,2 а геометријски албедо 0,061.
Астероид је откривен 8. септембра 1981. године.